# Groundhogs
Groundhogs war eine britische Rockband um Tony McPhee, die 1963 in London gegründet wurde und Anfang der 1970er Jahre ihre Hochphase hatte. Der Name der Band bedeutet übersetzt Waldmurmeltiere.

## Bandgeschichte
Die Groundhogs bestanden zunächst aus John Cruickshank (Gesang), Tony McPhee (Gitarre), Bob Hall (Piano), Pete Cruickshank (Bass) und Dave Boorman (Schlagzeug). Sie benannten sich nach dem Song Groundhog Blues von Hooker.
Sie wurden von Champion Jack Dupree und 1964 von John Lee Hooker als Begleitband für ihre Auftritte in England engagiert. Hooker verhalf ihnen auch zu einer Single, die in den USA veröffentlicht wurde, jedoch kommerziell erfolglos blieb.
Mit Hooker nahmen die Groundhogs in England das Album Live at the A-Go-Go Club auf. 1965 machte die Gruppe einige eigene Aufnahmen, die jedoch entweder unveröffentlicht oder ohne nennenswerten Erfolg blieben.
Mit dem Abflauen des britischen Bluesbooms änderten die Groundhogs Ende 1965 ihren Stil und verwandelten sich in eine Soulgruppe mit Bläsersektion. Sie nahmen Titel wie I'll Never Fall in Love Again auf. Aufgrund des ausbleibenden Erfolgs lösten sich die Groundhogs letztendlich auf, und Tony McPhee arbeitete als Sessionmusiker, u. a. für Champion Jack Dupree.
Aus der Band entstand 1966 Herbal Mixture, die sich in Richtung Psychedelische Musik bewegte, aber wenig kommerziellen Erfolg hatte.
Tony McPhee gründete die Band neu. Nach dem ersten Album 1968 wurde der Musikstil zusehends elektrifiziert. Die klassische Besetzung, nun bestehend aus Tony McPhee (Gesang, Gitarre), Pete Cruickshank (Bass) und Ken Pustelnik (Schlagzeug), spielte vier Alben ein, von denen Split bis Platz fünf der britischen Albumcharts stieg. Die Rolling Stones engagierten die Band als Vorgruppe für die 1971er Tournee durch England.
Die Band wurde nie so bekannt wie andere Powertrios der damaligen Zeit (z. B. Cream oder Taste). Tony McPhee gilt jedoch als einer der herausragenden britischen Bluesgitarristen. Sein oft an Jimi Hendrix angelehnter Stil mit ausgedehnten Solos und ungewöhnlichen Soundeffekten prägte den Sound der Gruppe. Die Texte waren anfangs oft politisch motiviert, z. B. Thank Christ for the Bomb.
1972 wurde Pustelnik durch Clive Brooks ersetzt. Die Gruppe wurde 1976 aufgelöst. McPhee spielte jedoch in der Folgezeit mit wechselnden Musikern, aber auch in der Originalbesetzung in Clubs und auf Festivals unter dem Namen Groundhogs oder Tony McPhees Groundhogs.
Die Band hatte eine treue Fangemeinde. McPhee starb am 6. Juni 2023 im Alter von 79 Jahren an den Folgen eines Sturzes.

## Diskographie

### Als The Groundhogs
- The Groundhogs with John Lee Hooker and John Mayall (1968)
- Scratchin’ the Surface (Studioalbum; November 1968)
- Blues Obituary (Studioalbum; Juli 1969)
- Thank Christ For the Bomb (Studioalbum; Mai 1970) – UK-Charts – Platz 9
- Split (Studioalbum; März 1971) – Number 5
- Who Will Save the World? The Mighty Groundhogs (Studioalbum; März 1972) – Platz 8
- Hogwash (Studioalbum; Oktober 1972)
- Solid (Studioalbum; Juni 1974) – Platz 31
- Crosscut Saw (Studioalbum; Februar 1976)
- Black Diamond (Studioalbum; Oktober 1976)
- Hoggin’ the Stage (live) (April 1984)
- Razor’s Edge (Studioalbum; Mai 1985)
- Moving Fast, Standing Still (1986)
- Back Against the Wall (Studioalbum; Mai 1987)
- Extremely Live (1988)
- Hogs On the Road (live) (1988)
- No Surrender (live) (Dez 1990)
- Groundhog Night...Groundhog Live (Jun 1993)
- Who Said Cherry Red (Okt 1996)
- Live at Leeds 71 (Live) (Aug 1998)
- Hogs in Wolf’s Clothing (Studioalbum; Jan 1998)
- The Muddy Waters Song Book (Studioalbum; Apr 1999)
- UK Tour ’76 (1999)
- Live At the Astoria (Sep 2001)
- Joker’s Grave (2005) (2 CD-Set im Digipak, ADD 24 Bit/96 kHz High-End Mastering, enthält die Alben Solid und Live At the Astoria, Label: Eagle Rock/Membran)
- Live at Anti WAA Festival 1989 (CD, 2014; Nibelung Records)

### Als Tony McPhee and the Groundhogs
- Two Sides of  Tony (TS) Mc Phee (1973) (Tony Mc Phee Solo)
- No Surrender (August 1989)
- Foolish Pride (1993) (Tony McPhee Solo)
- Bleaching the Blues (April 1997) (Tony McPhee Solo)

### DVDs und Videos
- Live At The Astoria (1999) [Video]
- 60/40 Split (2005) [DVD]
- Live at Anti WAA Festival 1989 (DVD, 2014; Nibelung Records)